# Daniel Cruz (escritor)
Daniel Alves Cruz (Goiânia) é um engenheiro, tradutor e escritor brasileiro.
Considerado um dos pioneiros do gênero true crime na internet do país, é criador do site OAVCrime, um dos primeiros da internet brasileira. Formado em Engenharia, trabalhou com infraestrutura de TV e tecnologias digitais, sendo reconhecido pela ITU em 2011 por desenvolver um aplicativo de governo eletrônico via IPTV.

## Carreira e publicações
Em 2010, fundou o site OAV Crime, um dos primeiros portais brasileiros totalmente dedicado ao estudo analítico de crimes reais, especialmente assassinos em série. Nele, publicou mais de mil perfis, combinando pesquisa técnica com escrita acessível. Em 2022, publicou o e-book 101 Crimes Notórios e Horripilantes de 2021.
Como autor, lançou pela DarkSide Books obras de true crime:
- Anjos Cruéis (2024), um estudo de casos de crianças envolvidas em homicídios.[4]

- Jeffrey Dahmer: Canibal Americano (2025), obra sobre o serial killer Jeffrey Dahmer; é integrante da coleção Arquivo Monstros Reais.[5]

Atuou como tradutor e organizador de títulos internacionais para a editora, como obras sobre Charles Manson e Lady Killers: assassinas em série.

## Atuação em podcast
Desde 2020, comanda o podcast OAV Crime, no qual analisa perfis criminais, psicopatia, assassinatos em massa e perfis forenses; episódios recentes abordam temas como assassinatos cometidos por crianças e revisões de históricos de serial killers.
Obras de Daniel Cruz são frequentemente citadas em documentários ("Dupla Identidade", da TV Globo), teses acadêmicas e pesquisas da área de criminologia. Seu portal OAV Crime é considerado fonte de referência para estudos sobre psicopatia criminal no Brasil.